# Отряд «Призрак» (фильм, 2022)
«Отряд «Призрак»» (англ. A Day to Die; дословно — «День, чтобы умереть») — американский боевик режиссёра Уэса Миллера. В США фильм вышел 4 марта 2022 года в ограниченном прокате. В России фильм вышел 26 мая 2022 года.

## Сюжет
Бывший военный офицер Коннор Коннолли должен всего за 12 часов выплатить 2 миллиона долларов компенсации наркобарону Тайрону Петтису, иначе его беременная жена погибнет. Когда на кону стоит её жизнь, Коннор вынужден обратиться за помощью к своей старой команде во главе с Брайсом Мэйсоном, иначе он потеряет всех, кого любит. Кроме того, команде предстоит свести счёты с коррумпированным начальником городской полиции, который работает с лидером банды и обманул его много лет назад.

## В ролях
- Кевин Диллон — Коннор Коннолли
- Брюс Уиллис — Олстон, начальник полиции
- Фрэнк Грилло — Брайс Мейсон
- Леон Робинсон — Тайрон Петтис
- Джанни Капальди — Тим Коннолли
- Брук Батлер — Кэндис Коннолли
- Джонни Месснер — Шипп, заместитель начальника
- Вернон Дэвис — Дуэйн Миллер
- Александр Кэйн — Стивен Роджерс
- Аспен Кеннеди Уилсон — Хоакин Смит
- Мохамед Карим — детектив Рейнольдс
- Кёртис Никулс — Спейд

## Производство
Основные съёмки фильма начались в Джексоне, штат Миссисипи, в марте 2021 года. Съёмки завершились через шесть недель в апреле, а финальные сцены снимались в аэропорту Хокинс Филд. В мае 2021 года компания Vertical Entertainment приобрела права на распространение фильма.